# Арпі (озеро)
Арпі, (вірм. Արփի, раніше також називалося Арпа — озеро у Вірменії, є другим в країні по запасах водних ресурсів. Озеро знаходиться в марзі Ширак, на висоті 2023 м.
2010 навколо озера створений національний парк «Озеро Арпі», що спрямовано на збереження біологічного розмаїття